# Aristocle di Messene
Aristocle di Messene (Messina, ... – ...; fl. seconda metà del II secolo) è stato un filosofo siceliota della scuola peripatetica.

## Biografia
Non abbiamo informazioni sulla sua vita, ma dovrebbe essere vissuto al più presto nel I secolo a.C. e al più tardi nel III secolo.
A partire dal XVI secolo fu identificato con Aristotele di Mitilene e ritenuto maestro di Alessandro d'Afrodisia, ma Paul Moraux nel 1967 ha confutato quest'equivoco.

## Opere
Secondo la Suda scrisse varie opere: Πότερον σπουδαιότερος Ὅμηρος ἢ Πλάτων ("Se é più attendibile Omero o Platone"), Τέχναι ῥητορικαί ("Arti Retoriche"),  Su Serapide, Etica, in 9 libri, Sulla Filosofia, in 10 libri.
Quest'ultima opera sembra fosse di tipo dossografico, come appare dagli ampi frammenti preservati in Eusebio di Cesarea., che trasmette brani dei libri VII e VIII, nei quali Aristocle trattava della dottrina dello scettico Pirrone di Elide.